# 提灯記事
提灯記事（ちょうちんきじ）とは、記事元の団体・企業・組織・商品・サービス・番組或いは個人を持ち上げるために書かれた雑誌・新聞などの記事に対する呼称。ステルスマーケティングの一形態。有力な者に媚びへつらう者に対する「提灯持ち」という蔑称に由来する。「行灯記事」（あんどんきじ）は誤用である。

## 概説
厳密には広告ではないが、記事の対象となる相手に対する批判・攻撃などはないか、あったとしても「問題改善に成功」などの形で相手を立てる形で記される。広告であることを明示する記事広告とは一応区別されるが、記事執筆にあたって裏で金銭・広告・製品といった雑誌編集部やライター個人への利益や便宜の供与などの複雑な取引や利権が絡んでいるケースもあり、記事広告と提灯記事の実際の境界は曖昧なものである。
特に商品・サービス・コンテンツの紹介が主柱となるメディアでは、専門雑誌の体裁を取っていてもジャーナリズム的な要素が薄く、得てして業界とマスコミの関係が情報入手ルートや関連商品の企画・出資・広告提供などを通じて密接になりがちである上、収益に対する広告収入の比率が高く、販売戦略上からは企業からのいち早い情報入手による速報性の確保が不可欠であるため、結局は読者の購買意欲を掻き立て企業の売上げやイメージアップに貢献させる（少なくとも不利益を与えない）ことを暗に目的に据えた様な内容の記事が大半となる。また、この様なメディアではコンテンツ関連企業が著作権や肖像権の使用許諾や関係者へのインタビューの許可を盾に記事の内容をコントロールして記事を書かせることも多く、コンテンツ関連企業が文章の事細かなチェックや関係者インタビューの発言管理なども掲載に至るまで徹底して行っていることも見られる。
この様な事情から、マスコミ側でも批評などの思うような文面が書けないどころか、記事が総じて提灯記事に終始し、普遍的なジャーナリズムすら事実上成り立たないジャンルも少なくない。
一般報道においても、取材活動が特定の者の情報リークに大きく依存する習慣ができてしまうと情報提供者に都合のいい報道しかなされなくなることがある。日本では犯罪報道が警察や検察からの情報提供に一方的に依存していることの弊害が指摘される。